# فرار کن پدر، فرار کن
فرار کن پدر، فرار کن (انگلیسی: Run Papa Run) یک فیلم درام به کارگردانی سیلویا چانگ است که در سال ۲۰۰۸ منتشر شد. از بازیگران آن می‌توان به لوئیس کو و نورا میائو اشاره کرد.